# Juan Ferrando Badía
Juan Ferrando Badía (Foios, province de Valence, 1926 - Valence, 2 décembre 2007) est un juriste espagnol.

## Enfance et origines familiales
Juan Ferrando Badía né à Foios (province de Valence) le 24 juin 1926, dans une famille de paysans pauvres.
Il est fils de Vicent Ferrando et Consuelo Badía, dont il est sixième né d'une fratrie de 7 enfants.

## Études
Il commence des études au séminaire de Moncada, qu'il abandonne peu avant d'être ordonné prêtre. En 1948, il obtient le baccalauréat à l'Institut national Luis Vives de Valence.
Au début des années 1950, il devient étudiant à la faculté de droit de l'université de Valence. Il obtient sa licence en 1954. Avant de terminer ses études de premier cycle, il commence à travailler comme professeur assistant dans la chaire de droit politique, alors dirigée par le démocrate Francisco Murillo Ferrol (ca),. Il y côtoie le phalangiste Diego Sevilla Andrés. Il participe activement aux activités du SEU, le syndicat étudiant phalangiste, et contribue à sa revue Claustro.
Au cours des années universitaires 1954-55 et 1955-56, il suit le cursus de préparation au doctorat , notamment Doctrine générale de la publicité en droit privé, La Cour internationale de justice, Surveillance juridictionnelle de l'autorité parentale, Théorie de la politique économique; Introduction à l'histoire des idées politiques. En 1955 il devient docteur en droit avec une thèse intitulée La Constitución Española de 1812 en los comienzos del Risorgimento (1820-21) (« La Constitution espagnole de 1812 aux commencements du Risorgimento (1820-1821) »), consacrée à la Constitution espagnole de 1812, reçue avec une mention très bien (sobresaliente),.

## Carrière universitaire
Entre 1963 et 1969, il enseigne au Collège universitaire San Pablo CEU.
En août 1971, il est nommé sur concours professeur titulaire (catedrático) de droit politique à l'université de Salamanque. En novembre 1973, il obtient, encore grâce à un concours, son transfert à la faculté de droit de l'université de Valladolid. En 1976, il devient professeur titulaire à l'université d'Alicante, puis à celle de Valence en 1982. Il y enseigne jusqu'à sa retraite en 1991,.
Avant son transfert à Valence, il a été haut fonctionnaire au sein de différentes entités dont le Conseil supérieur d'études politiques.
Entre 1999 et 2005, il est engagé comme professeur émérite par l'université Rey Juan Carlos de Madrid.

## Travaux juridiques
En 1964, Juan Ferrando Badía publie Formas de Estado desde la perspectiva del Estado regional (« Formes d'État depuis la perspective de l'État régional »), ouvrage influencé par le juriste italien Gaspare Ambrosini et qui définit une organisation étatique intermédiaire entre l'État unitaire et l'État fédéral, dont les régions seraient dotées de compétences dans les trois ordres de pouvoir — exécutif, législatif et judiciaire —, précurseur du modèle de l'« État des autonomies » qui sera suivi au cours de la transition démocratique espagnole au cours de la décennie suivante.
Parmi ses principaux travaux figurent également des études historiques comme La Constitución española de 1812 en los comienzos del Risorgimento (CSIC, 1959), tiré de son travail de thèse, Las autonomías regionales en la Constitución italiana del 27 de diciembre de 1947 (Institut d'études politiques (es) ou Historia político-parlamentaria de la República de 1873 (Cuadernos para el Diálogo, 1973), consacré à la Première République,.

## Autres activités
Héritier de Diego Sevilla Andrés, avec qui il collabore longtemps à l'université de Valence, à la suite des élections générales de 1977 qui donnent la victoire à la gauche il devient militant actif du mouvement blavériste, dont il est considéré comme l'un des premiers idéologues avec Fernando Abril Martorell,,. En mai 1978, il participe à la manifestation ayant suivi la diffusion d'une émission du programme Hora 15 (es) diffusé sur La 1 (chaîne publique espagnole), qui suscite pour la première fois des remous significatifs dans les rues de la ville de Valence de la part des secteurs anticatalanistes, sous l'impulsion du président franquiste de la députation, Ignacio Carrau,,. Cette manifestation est parfois considérée comme l'acte de naissance du blavérisme,. Dans les colonnes de Las Provincias, il attaque le Conseil du Pays valencien, contribuant à encourager les troubles qui se produisent dans la rue au cours de cette période sous l'impulsion du régionalisme d'extrême droite. Membre de l'Acadèmia de Cultura Valenciana,, il est également contributeur régulier à la revue Som du Grup d'Accio Valencianista,.
Il est membre du Conseil valencien de culture entre décembre 1985 et juin 1996, puis entre juillet 2002 et décembre 2007,,,. Il est également membre du Conseil juridique consultatif (es) et du Défenseur du peuple (es) (Síndic de greuges) de la Communauté valencienne.
Aussi membre du Scholar Council de la Bibliothèque du Congrès des États-Unis et proche de certains cercles du pouvoir de ce pays, selon Vicent Bello, durant la transition démocratique espagnole, il aurait transmis au Département d'État des États-Unis des informations exagérant grandement l'importance du mouvement indépendantiste dans les Pays catalans.
On l'a décrit comme proche de l'Opus Dei.

## Mort
Il meurt à Valence le 2 décembre 2007, après avoir longtemps souffert de troubles mentaux dus à la maladie d'Alzheimer.
Plusieurs centaines de personnes assistent à ses funérailles, dont le président de la Généralité valencienne Francisco Camps et plusieurs hauts responsables du Parti populaire de la Communauté valencienne.